# Coğazçay su anbarı
Coğazçay su anbarı är en reservoar i Azerbajdzjan, på gränsen till Armenien. Den ligger i den västra delen av landet, 400 km väster om huvudstaden Baku. Coğazçay su anbarı ligger 633 meter över havet. Arean är 1,7 kvadratkilometer. Den sträcker sig 1,5 kilometer i nord-sydlig riktning, och 3,1 kilometer i öst-västlig riktning.
Trakten runt Coğazçay su anbarı består i huvudsak av gräsmarker. Runt Coğazçay su anbarı är det ganska tätbefolkat, med 60 invånare per kvadratkilometer.